# Meditazione camminata
È una forma di meditazione in movimento, presente in varie tradizioni religiose, perlopiù afferenti al buddhismo.

## Descrizione
Si può eseguire sia all'aperto , sia al chiuso, anche all'interno della propria abitazione, purché si abbiano alcuni metri di spazio rettilineo libero. Nella meditazione camminata è centrale il coordinamento tra la mente, il respiro, il corpo in cammino, ossia i passi che si eseguono con ritmo alternato, spostando il peso e l'equilibrio del corpo dal piede destro al piede sinistro e così via. Esaminiamo ciascuna di queste componenti.
La mente. Come in ogni pratica di meditazione, si tratta di dare alla mente un oggetto specifico , tradizionalmente il respiro, quindi portare l'attenzione su di esso; mantenere la concentrazione, esercitare con continuità lo sforzo di attenzione e concentrazione.
Il corpo. Esso ci offre molteplici elementi di attenzione. In primo luogo, c'è il respiro, il punto focale della meditazione camminata. C'è poi la pressione alternata del piede destro e sinistro sul terreno; c'è la percezione dello spostamento alternato del peso del corpo su ogni piede; ci sono le sensazioni cenestesiche che ci offre il corpo in movimento; ci sono le sensazioni tattili (si pensi ad esempio alla percezione dell'aria sulle parti scoperte del corpo: il viso, le mani, ... ); ci sono le sensazioni visive (forma, colore, collocazione nello spazio, movimento ecc.. ecc.. degli oggetti, incluse le persone che ci circondano); possiamo poi concentrarci sulle sensazioni uditive o quelle olfattive; meno sollecitate sono le sensazioni gustative.
Il respiro. Questo è l'oggetto corporeo tradizionale della meditazione camminata, anche se, come abbiamo visto, non l'unico. Il respiro presenta i due momenti della inspirazione e della espirazione. Un primo oggetto di attenzione può essere la durata, la profondità, la velocità di ciascuna di queste due fasi , che non sono né identiche né omogenee. Possiamo ad esempio osservare se la nostra respirazione comporta una durata maggiore della inspirazione o della espirazione , e registrare mentalmente : inspirazione lunga/breve, espirazione lunga/breve; inspirazione profonda/superficiale, espirazione profonda/superficiale; possiamo inoltre concentrare l'attenzione sul momento di pausa tra il susseguirsi dei due atti respiratori , cogliendo l'attimo del cambio , indotto da un senso impellente di necessità sul piano fisiologico, ma anche su quello psicologico. Possiamo inoltre, tenendo le mani lievemente appoggiate una sull'altra all'altezza circa della bocca dello stomaco, registrare i lievi movimenti che il respiro imprime al torace e all'addome. Diversamente, possiamo concentrarci sull'entrata e l'uscita dell'aria dalle narici, constatandone la diversità di temperatura all'entrata (fresca) e all'uscita (calda). Altro oggetto possibile di attenzione è il movimento del diaframma che si abbassa nella inspirazione per permettere la dilatazione dei polmoni e si alza a cupola nella espirazione per consentire il rilascio dell'aria. E così via...È importante decidere all'inizio della pratica quale sarà l'oggetto della attenzione, e concentrare su di esso il nostro sforzo di consapevolezza.

## Forme principali
La prima, più semplice, è quella di contare i passi che ogni inspirazione ed ogni espirazione ci chiedono (in genere da due a quattro-cinque), osservando se il loro numero varia (è più lunga l’inspirazione o l’espirazione?). La camminata dovrà essere  sufficientemente lenta da consentirci di mantenere la concentrazione della mente sul ciclo respiratorio e nel contempo di controllarne i tempi di esecuzione. Dopo un po’ di esercizio, in linea generale, sarebbe opportuno allungare di un passo la espirazione perché essa agisce sul sistema parasimpatico e perciò favorisce la calma, la tranquillità , il recupero delle energie.
La seconda forma, più impegnativa, richiede una camminata assai lenta,  ed è più adatta ad ambienti chiusi. Si tratta di inspirare sollevando un piede (destro o sinistro non importa), e di espirare quando lo si depone sul suolo. Poi tocca all’altro piede, e si conta così sino a dieci passi. Questo tipo di attenzione si mantiene anche quando, in capo a una linea retta, ci voltiamo su noi stessi e torniamo a percorrerla. Dunque, alcuni metri sono sufficienti per mantenere la concentrazione della mente sul coordinamento passo-ciclo respiratorio . Sarà facile verificare il livello della nostra attenzione e concentrazione: basta osservare se arrivati a 10 continuiamo (11, 12, 13 ...) oppure ritorniamo, come sarebbe giusto fare, a contare di nuovo 1, 2, 3 ... sino a 10. )

## Origini
Esse stanno molto probabilmente nel tipo di vita che il Buddha (VI-V secolo a.C.) trascorse. Dopo l’esperienza della Illuminazione, egli comincia a peregrinare, a viaggiare per divulgare la sua esperienza, e continua a spostarsi per 44 anni, fino alla morte, avvenuta a ottant’anni. I luoghi che lo vedono operare sono le fertili pianure dell’Hindustan, la regione che sta tra il fiume Gange e l’Himalaya, a sud dell’odierno Nepal. Il Buddha  si muove a piedi continuamente, da un luogo all’altro, non ha mai una dimora stabile; tranne nei periodi delle piogge, quando lui e il suo gruppo di monaci erranti costruiscono delle capanne per ripararsi e trascorrono il tempo in meditazione.
È facile pensare che gli spostamenti avvenissero esercitando la consapevolezza dell’atto di camminare. Il Buddha e i suoi seguaci si distinguevano per la nobiltà del portamento, per la dignità del camminare, dove i passi erano lenti, armoniosi, tranquilli, non c’era impazienza di giungere a destinazione, perché la destinazione stava già nel cammino stesso. La meditazione camminata risulta dunque da subito praticata accanto alla meditazione seduta, come è logico in una prospettiva dove si è chiamati a esercitare la consapevolezza in ogni atto della vita. Successivamente, nei monasteri buddisti, essa viene praticata per consentire al corpo di attivarsi nel movimento dopo lunghe sessioni di meditazione seduta, dando nel contempo continuità alla pratica della meditazione stessa.